# Шалангуш
Шалангу́ш (рос. Шалангуш, марій. Шелангуш) — присілок у складі Звениговського району Марій Ел, Росія. Входить до складу Красноярського сільського поселення.

## Населення
Населення — 59 осіб (2010; 31 у 2002).
Національний склад (станом на 2002 рік):
- марі — 84 %